# Elsa Gindler
Elsa Gindler (* 19. Juni 1885 in Berlin; † 8. Januar 1961 in Berlin) war eine deutsche Pionierin der somatischen Körperarbeit sowie
Gymnastiklehrerin. Sie war Schülerin von Hedwig Kallmeyer, die wiederum Schülerin von Genevieve Stebbins gewesen war. Aus ihrer persönlichen Erfahrung der Genesung von Tuberkulose hat Gindler in enger Zusammenarbeit mit Heinrich Jacoby eine Schule für Bewegungspädagogik begründet.
Was Gindler „Arbeit am Menschen“ nannte, betonte die Selbstbeobachtung und das wachsende Verständnis für die eigene körperliche Befindlichkeit. Einfache Handlungen wie Sitzen, Stehen und Gehen wurden ebenso untersucht wie andere Alltagsbewegungen.
Dies wurde zu einer der Grundlagen der Körperpsychotherapie, seit viele der einflussreichsten Körperpsychotherapeuten um 1962 bei Gindler-Schülerinnen wie u. a. Carola Speads oder „Sensory Awareness“ bei Charlotte Selver am Esalen Institute studierten.
Unter dem Einsatz ihres Lebens setzte sich Gindler während der Zeit des Nationalsozialismus für die Rettung von Juden ein.

## Herkunft und Ausbildung
Elsa Gindler wuchs in Berlin in Armut auf. Ihre kaufmännische Ausbildung musste sie sich selbst als Hilfsarbeiterin in einer Fabrik, als Haushaltshilfe und durch Schneiderarbeiten finanzieren. Ab 1906 arbeitete sie als Buchhalterin in einer Möbeltischlerei. Neben ihrem Beruf besuchte sie abends allgemeinbildende Kurse und engagierte sich in der Lebensreform-Bewegung. Gindler sagte von sich selbst einmal, sie sei eine … eifrige Pionierin für die Körperbildung der Frau gewesen.
1911 lernte Gindler die Gymnastiklehrerin Hedwig Kallmeyer kennen, die in Amerika bei Genevieve Stebbins ausgebildet worden war, und ließ sich bei ihr in „Harmonischer Gymnastik“ ausbilden. Schon ab dem Herbst 1912 war Gindler als selbstständige Gymnastiklehrerin tätig und begann im Jahr 1917 mit ihrer ersten Ausbildungsgruppe die Arbeit. Sie bildete bis zur Mitte der 1920er Jahre etwa 60 Gymnastiklehrerinnen aus. Franz Hol LL ilker gründete 1925 gemeinsam mit Gindler und anderen Gymnastikschulen den Deutschen Gymnastikbund. Gindler war bis 1933 stellvertretende Vorsitzende.

## Werk
1924 begegnete Gindler dem Musikpädagogen Heinrich Jacoby, der über die Bedeutung von Verhalten und Zustand für Wahrnehmungs-, Gestaltungs- und Äußerungsvorgänge forschte und seine Erkenntnisse in Kursen für die Allgemeinheit lehrte. Elsa Gindler und Heinrich Jacoby gaben in der folgenden Zeit auch gemeinsame Kurse, in denen sie sich „… Fragen der Entfaltung und Nachentfaltung menschlicher Möglichkeiten“ widmeten. In einem Vortrag mit dem Titel „Die Gymnastik des Berufsmenschen“ führte Elsa Gindler 1926 aus, dass nur Konzentration zu einer verbesserten Leistung führe, nicht aber das Erlernen bestimmter Bewegungen.
Heinrich Jacoby musste 1933 emigrieren, sodass die Zusammenarbeit zwischen ihm und Elsa Gindler bis 1939 nur noch in Ferienkursen in der Schweiz und in Italien stattfinden konnte.
Elsa Gindler blieb in Deutschland. Sie lehnte jedoch den Nationalsozialismus entschieden ab und half politisch und rassisch Verfolgten, womit sie sich selbst in Gefahr brachte. In Berlin konnte sie weiterhin ihre Seminare abhalten. Kurz vor Ende des Zweiten Weltkriegs wurde ihre Praxis in der Kurfürstenstraße durch Bomben zerstört, wobei ihre Aufzeichnungen, die ihre Arbeit dokumentiert hatten, weitgehend vernichtet wurden. Nach Kriegsende gründete sie erneut eine Praxis in Berlin-Dahlem, in der sie bis zu ihrem Tod 1961 wirkte. Ein Jahr nach ihrem Tod wurde in Israel ein Hain gepflanzt „zum Ausdruck unserer Dankbarkeit und unserer Verehrung für Elsa Gindler und für ihr Wirken“.

## Mitarbeiter
Unter ihren Mitarbeitern waren Anfang der 1930er Jahre Elsa Lindenberg, die damalige Freundin/Partnerin von Wilhelm Reich (er war noch mit Annie Pink verheiratet), Laura Perls, die Frau von Fritz Perls, sowie die spätere Psychoanalytikerin und Begründerin der Themenzentrierte Interaktion (TZI) Ruth Cohn. Gindlers Lehre ging so in die Konzepte der Vegetotherapie und der Gestalttherapie ein.
Weitere Mitarbeiter (Auswahl):
- Emmi Pikler
- Heinrich Jacoby (zu dessen Schülern Moshé Feldenkrais gehörte)

## Schüler
Durch die erzwungene Emigration etlicher von Gindlers Schülerinnen fand eine internationale Verbreitung statt. Über die Schülerinnen Lily Ehrenfried und Charlotte Selver ging Gindlers Lehre in die Integrative Bewegungstherapie von Hilarion Petzold ein.
Charlotte Selver, die 1938 in die USA emigrierte, führte die „Arbeit am Menschen“ dort unter dem Namen Sensory Awareness ein und wurde später eine der ersten Lehrerinnen am Esalen Institute. Durch Selvers Sensory Awareness-Workshops an Esalen und anderswo beeinflusste die Arbeit von Gindler in den Vereinigten Staaten indirekt die meisten Somatiklehrer und einige Traumatherapeuten wie Peter A. Levine. Selver erreichte namhafte Schüler und Schülerinnen der linken (emigrierten) Psychotherapeutenszene sowie Vertreter der Human Potential Bewegung und beeinflusste so neben vielen anderen auch maßgeblich die Esalen-Massage.
Die Ärztin, Physiotherapeutin und Begründerin der Somato-Therapie (Gymnastique Holistique) Lily Ehrenfried lebte seit ihrer Verfolgung als Jüdin durch das nationalsozialistische Regime in Frankreich und verbreitete die Lehren Elsa Gindlers in ihrer heilgymnastischen Praxis in Paris.
Grundelemente wurden auch bestimmend für die Arbeiten von u. a. Moshé Feldenkrais und Elaine Summers. Die in Deutschland verbliebenen Gindler-Schülerinnen führten ihre persönliche Ausgestaltung der „Arbeit am Menschen“ weiter. Die einflussreichsten waren Sophie Ludwig, Elfriede Hengstenberg sowie Frieda Goralewski, die auch Ausbildungen in der Gindler-Arbeit durchgeführt hat.
Mehrere von Gindlers Schülern wurden später selbst zu einflussreichen Lehrern:
- Elsa Lindenberg (Partnerin von Wilhelm Reich)[9]
- Laura Perls (Ehefrau von Fritz Perls und Mitbegründerin von Gestalttherapie)
- Charlotte Selver (Sensory Awareness)
- Carola (Spitz) Speads[10][11] (Berta Bobath) Bobath-Konzept
- Gertrud Heller
- Lily Ehrenfried (Methode Ehrenfried / Gymnastique Holistique)
- Klara Fenichel
- Sophie Ludwig (1901–1997)
- Ruth Matter (1904–1995)
- Otto Fenichel[12]
- Erich Fromm[13]
- Wilhelm Reich[14]